# Colliers Wood (stanice metra v Londýně)
Colliers Wood je stanice londýnského metra, otevřená 13. září 1926. Leží v londýnském obvodu Merton a spadá do tarifní zóny 3. Nachází se na lince Northern Line (mezi stanicemi South Wimbledon a Tooting Broadway).

## Historie
Stanice byla součástí prodloužení City and South London Railway (C&SLR) na jih. Jedná se o dnešní úsek mezi stanicemi Clapham Common a Morden. Tento projekt byl navržen v listopadu roku 1922 jako součást poválečného rozvoje Londýna. Plány se setkaly s odporem u Southern Railway, která očekávala, že se jí v důsledku stavby sníží počet pasažérů. V červenci roku 1923 se povedlo dojednat kompromis. Prodloužení C&SLR bylo povoleno a výstavba začala na konci roku 1923. Stanice Colliers Wood byla společně s ostatními stanicemi tohoto úseku otevřena 13. září 1926.

## Budova stanice

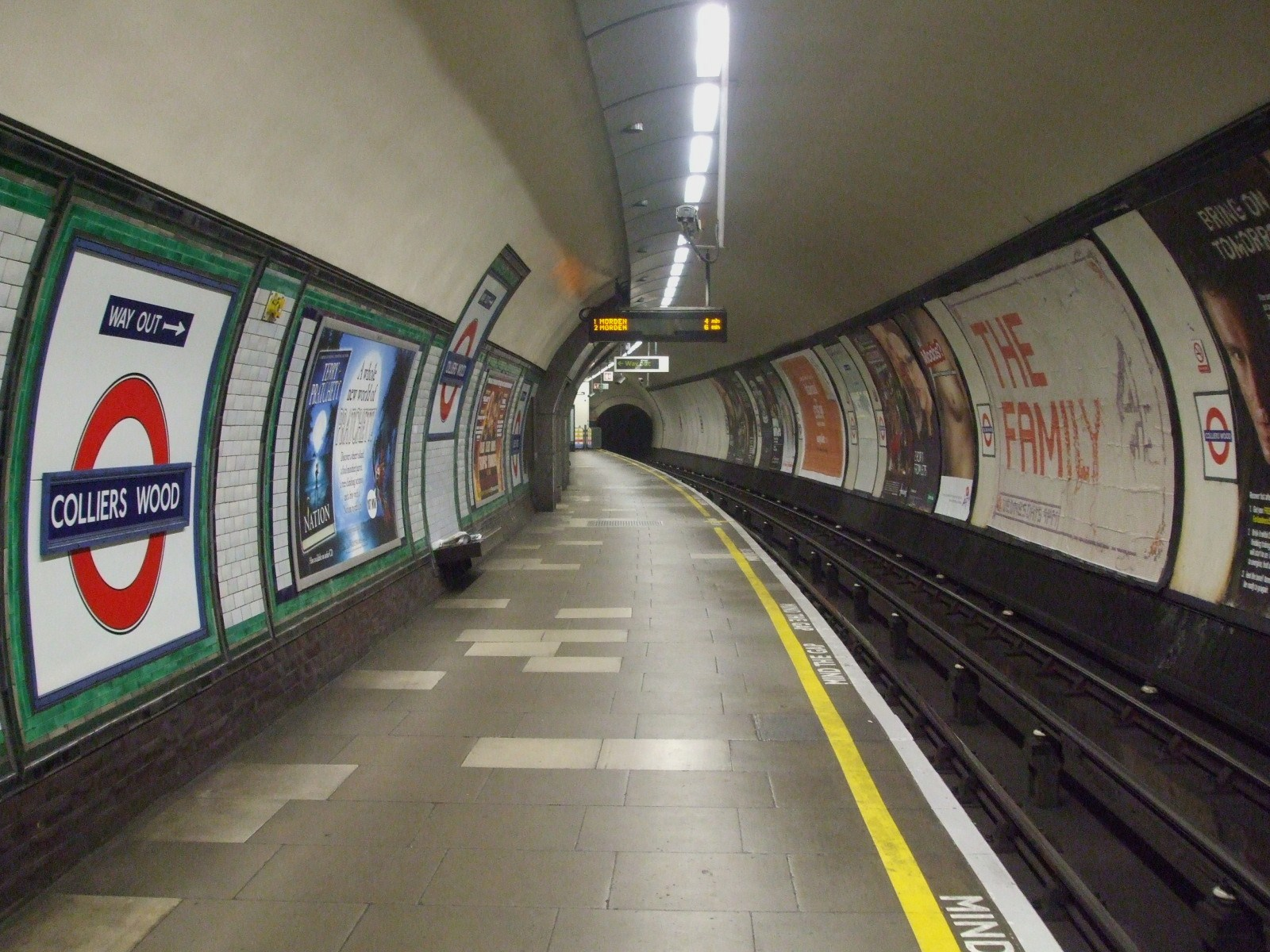
Nástupiště ve směru na Morden

Staniční budovu Colliers Wood, podobně jako ostatní stanice na úseku linky mezi Clapham Common a Morden, navrhl architekt Charles Holden. Jednalo se jeho první významnější projekt pro londýnské metro. Na jeho počest byl pojmenován dům „The Charles Holden“, jenž stojí naproti staniční budovy, ve kterém je dnes hospoda. Budova na ulici Merton High Street (křížení s Christchurch Road), jejímž hlavním stavebním materiálem je portlandský vápenec, je jediným vstupem do stanice. Budova je od roku 1987 zapsána na seznam budov zvláštního architektonického nebo historického významu, stupeň II.
Po obou stranách vstupu sídlí malé obchůdky. Nad vstupem se nachází prosklená plocha, kterou rozdělují sloupy na tři části. Jejich hlavice představují trojrozměrnou verzi loga metra. Prostřední části nad hlavním vchodem je dominuje tento symbol ve větším dvourozměrném provedení. V návrhu stanice hrálo významnou roli světlo. Budova byla zvenčí v noci nasvětlená, aby byla poznat zdálky a lákala dovnitř cestující. Pro osvětlení interiéru slouží kovový lustr zavěšený ve vstupní hale.
Přímo přes silnici od vstupu do stanice stojí vysoká kancelářská budova „Colliers Wood Tower“ z roku 1966. V roce 2006 byla v anketě BBC lidmi označena za nejnenáviděnější budovu Londýna. V letech 2014–2017 byla zrekonstruována. Roku 2021 se objevily plány na vybudování dalších dvou podobných budov, ale proti tomu se postavili místní.
V bezprostřední blízkosti stanice se rozkládá zelená plocha Wandle Park.
Podzemní nástupiště s kolejemi v obou směrech jsou přístupná po eskalátorech. Stanice není bezbariérově přístupná.

## Provoz
Colliers Wood leží na větvi linky Northern Line, která vede do stanice Morden. Nachází se v tarifní zóně 3. Vlaky obsluhují stanici v průběhu celého dne kromě nočních hodin většinou v intervalu dvou až pěti minut. V pátek a v sobotu je k dispozici noční provoz linky v rámci programu Night Tube ze stanice Morden přes Charing Cross do High Barnet či Edgware s frekvencí osmi odjezdů za hodinu (čtyři do každé větve). TfL stanici klasifikuje jako „metro“.

### Dopravní návaznost
Stanici obsluhují autobusové linky 57, 131, 152, 200, 219, 470 a také noční linka N155.

### Využití stanice
| Rok  | Počet cestujících |
| ---- | ----------------- |
| 2019 | 6,61 mil.         |
| 2020 | 3,27 mil.         |
| 2021 | 3,51 mil.         |
| 2022 | 4,68 mil.         |
| 2023 | 5,56 mil.         |
| 2024 | 5,67 mil.         |

## Galerie

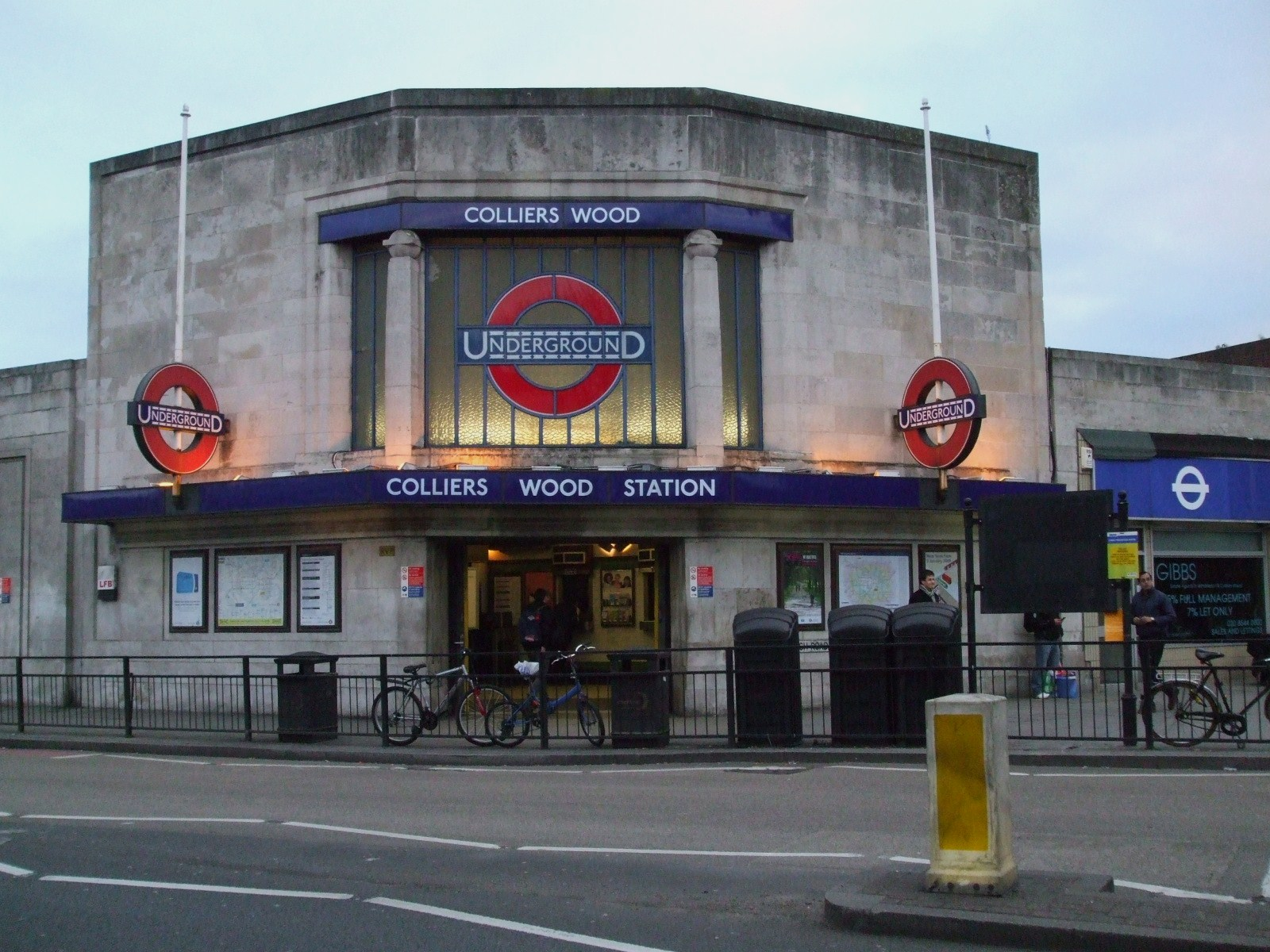
Vstup do staniční budovy
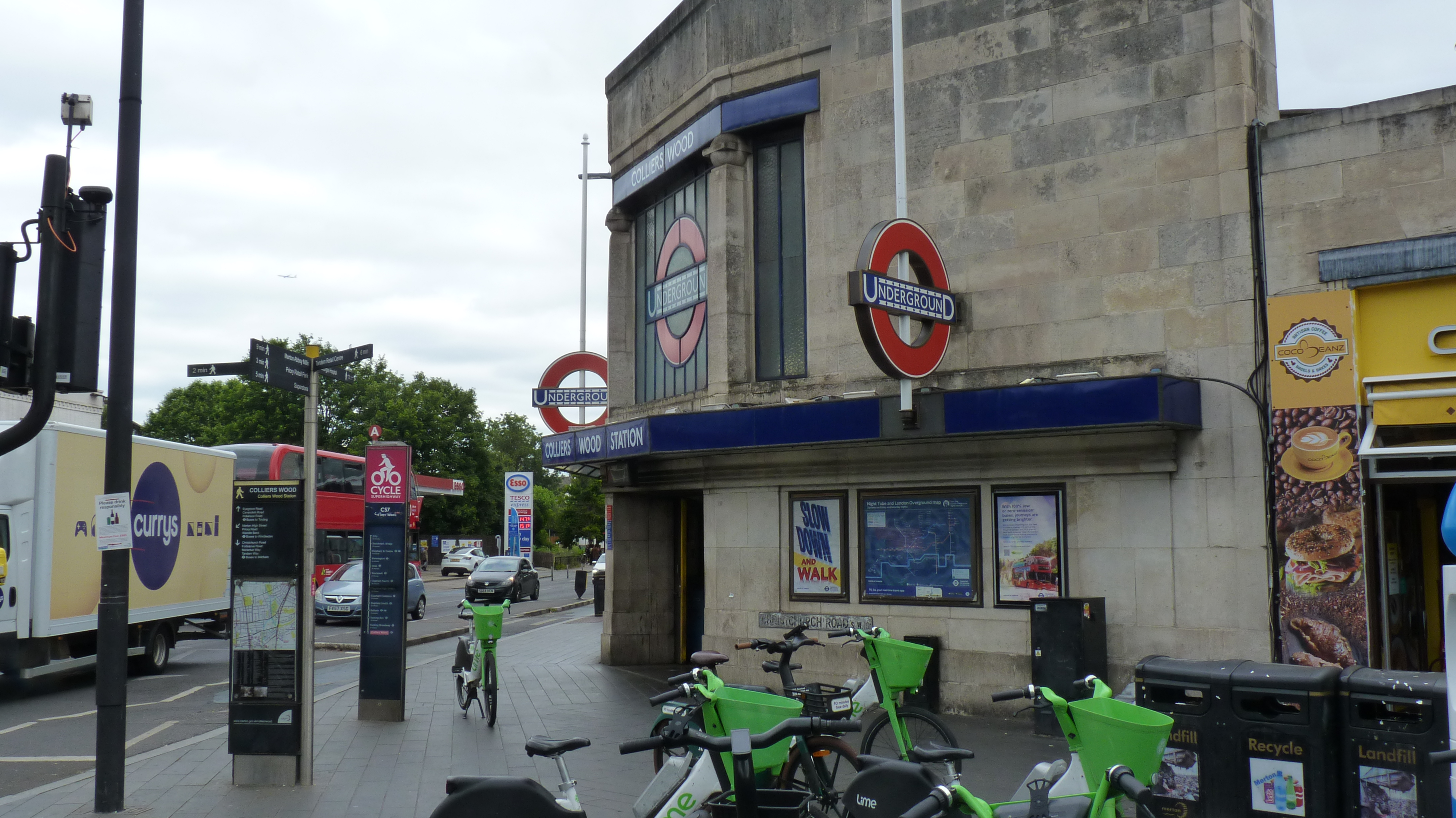
Boční pohled na budovu stanice
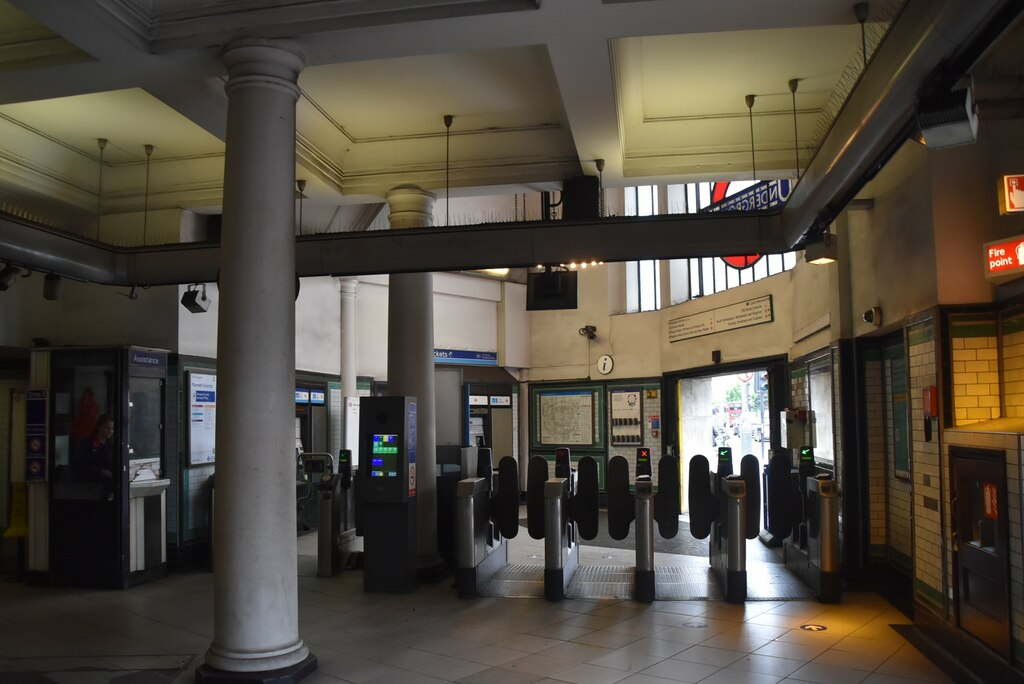
Vestibul stanice Colliers Wood
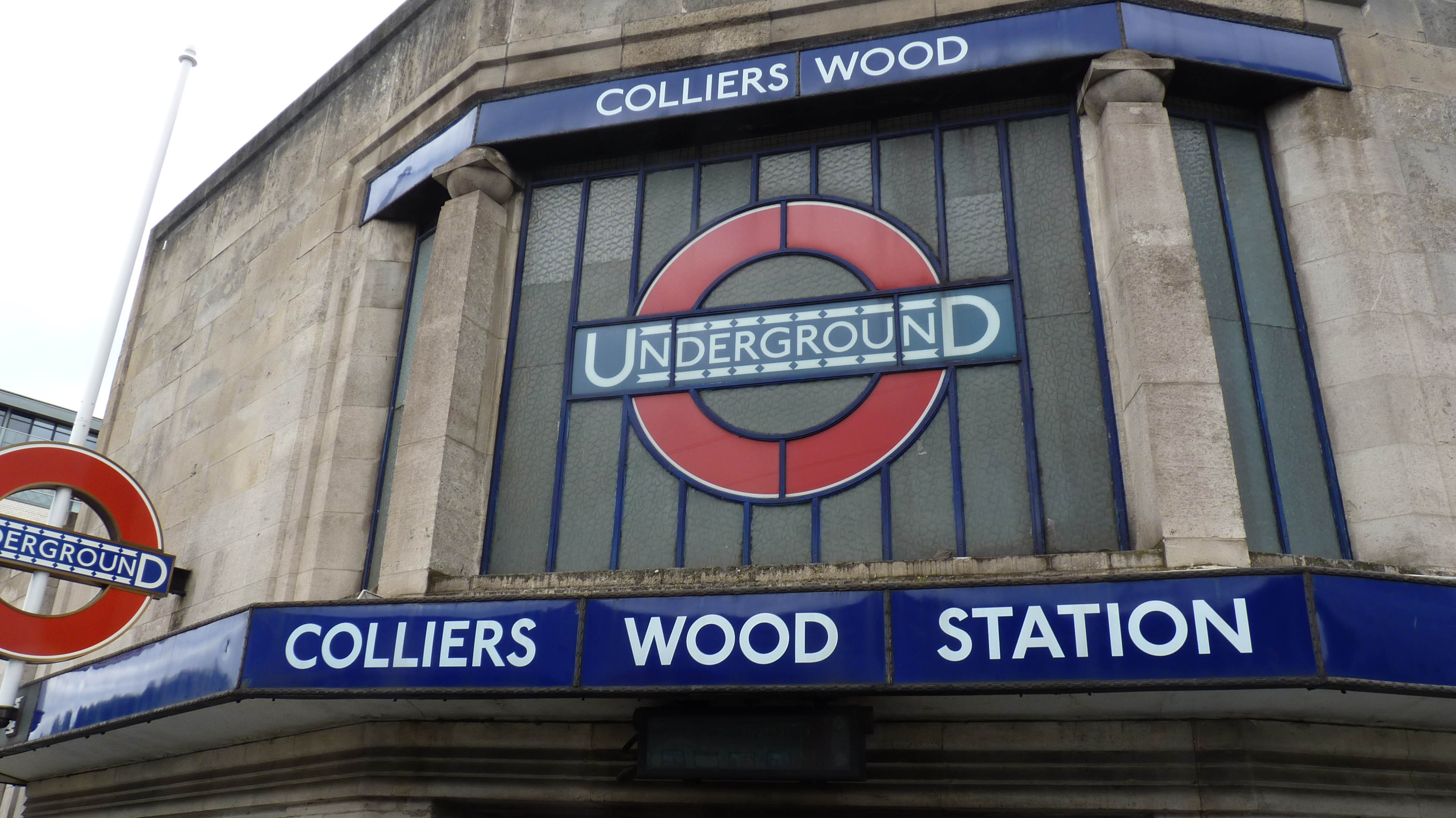
Průčelí staniční budovy
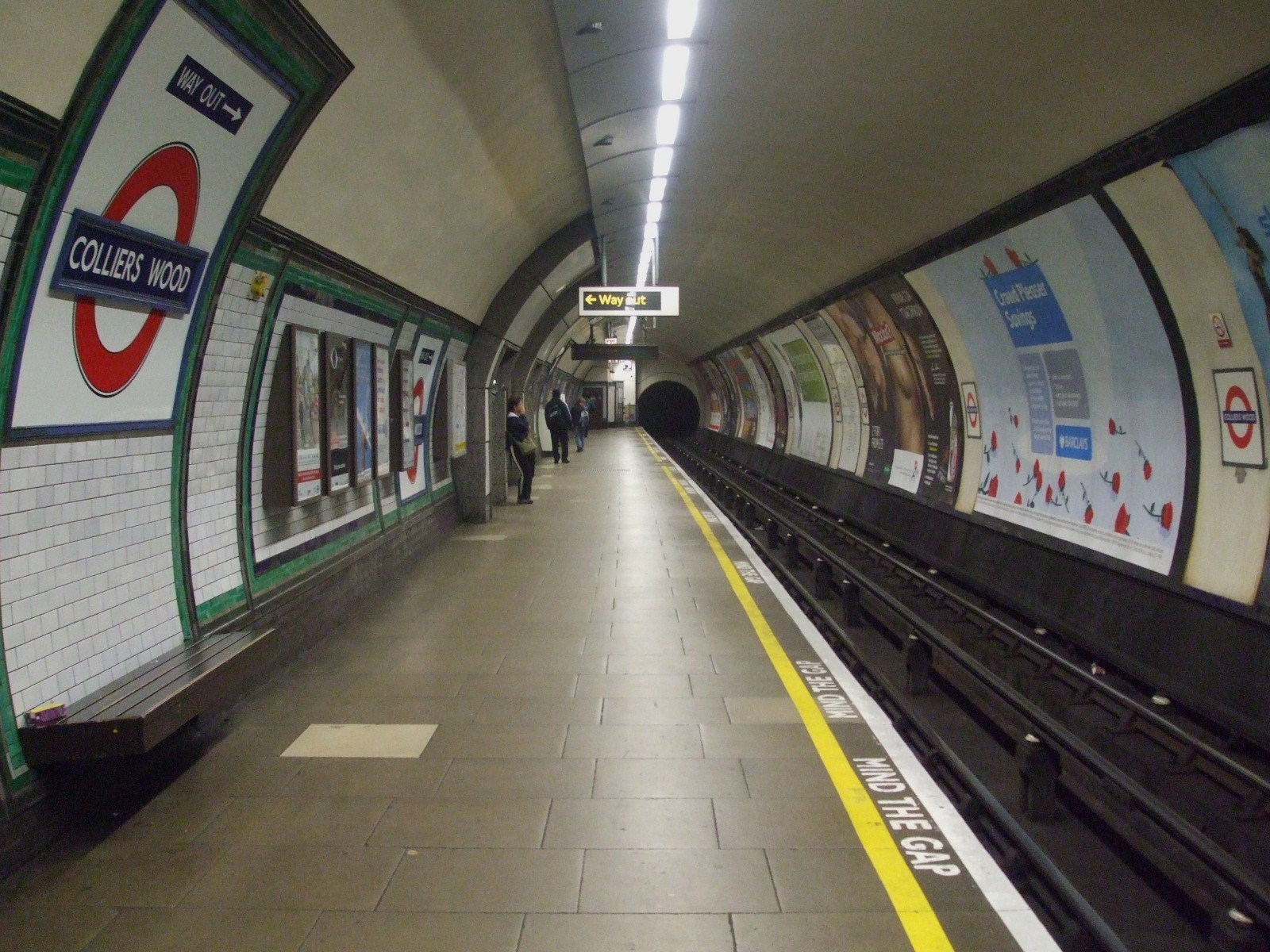
Nástupiště ve směru do centra města
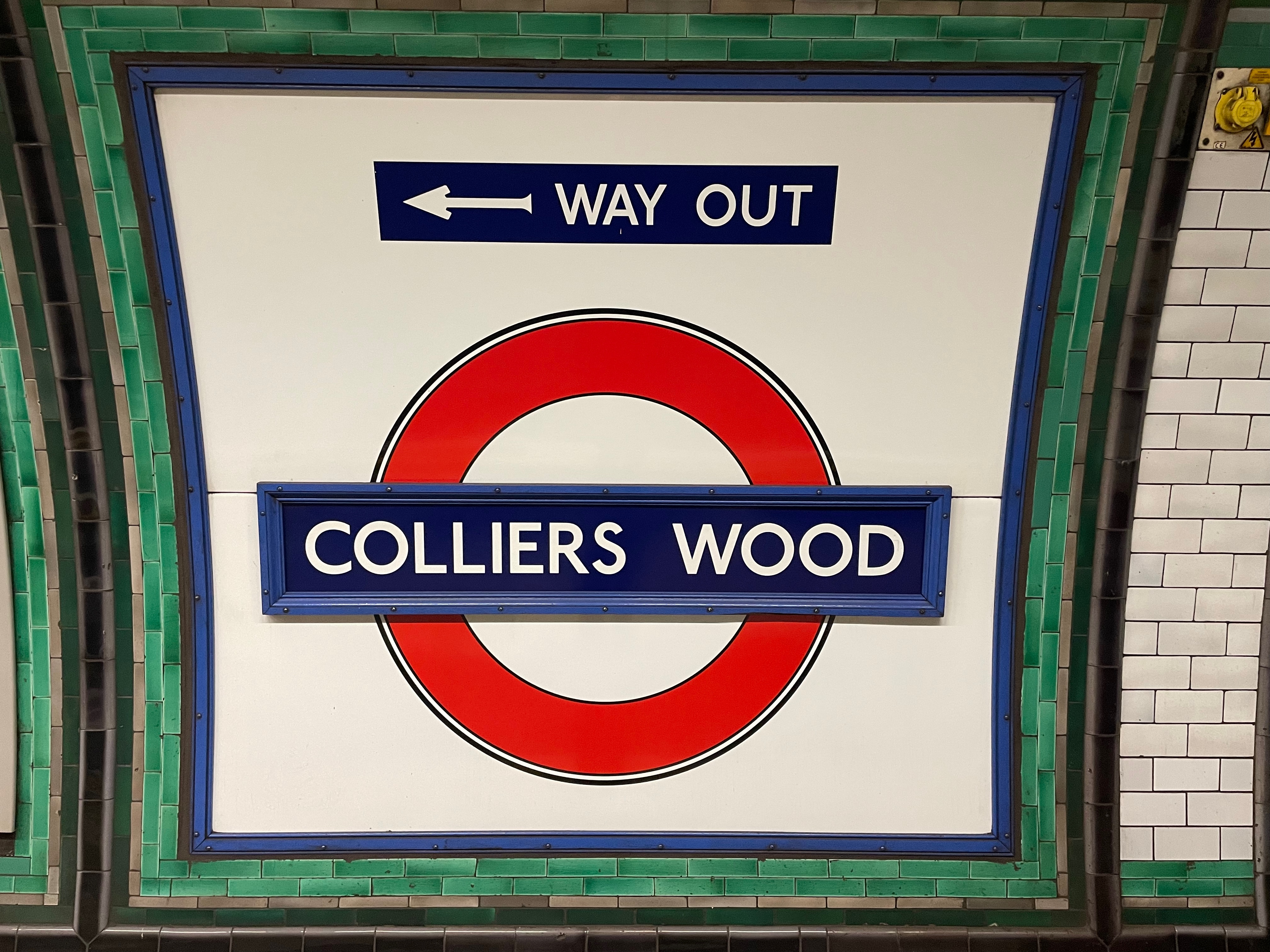
Logo londýnského metra s názvem stanice na nástupišti
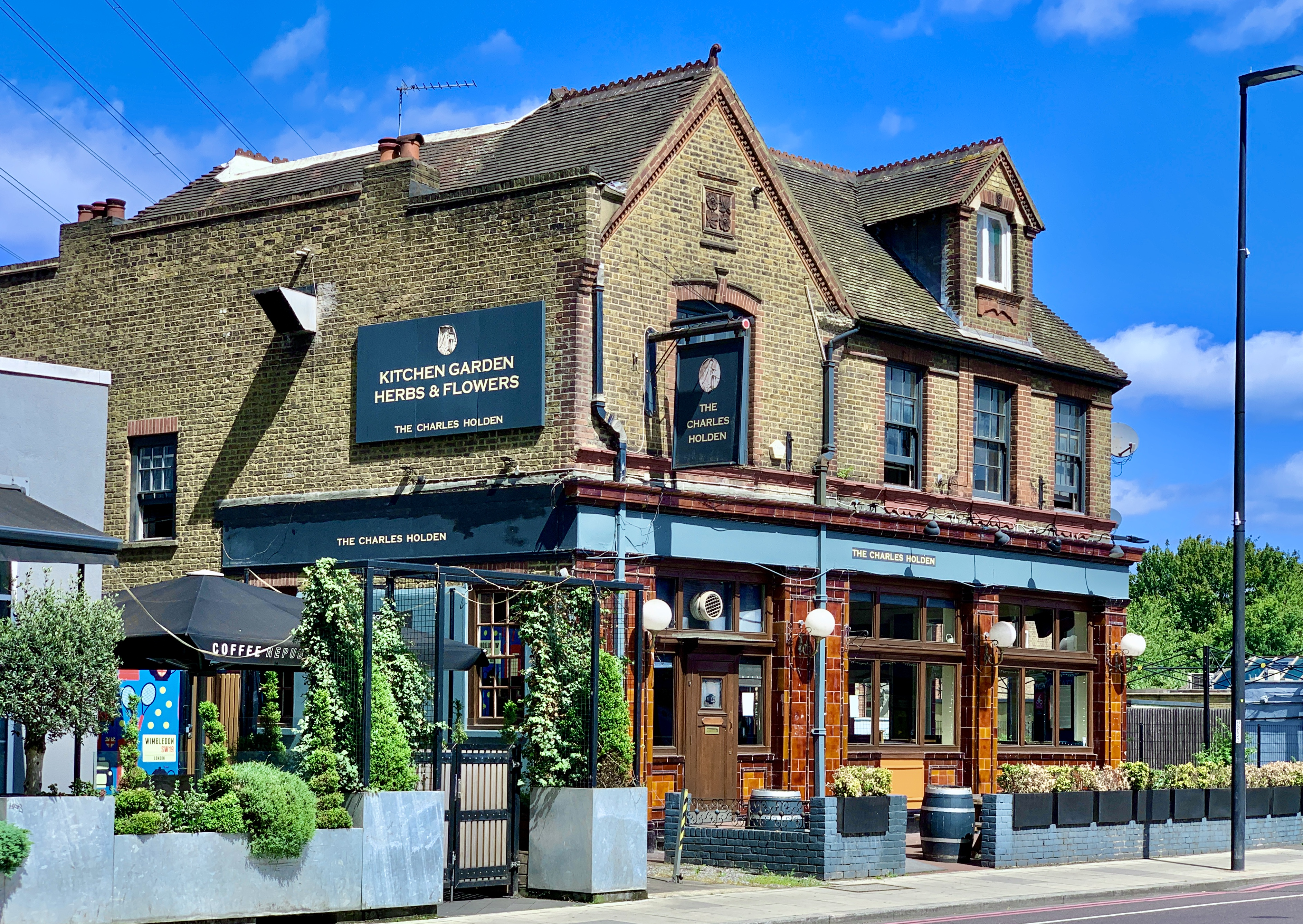
Nedaleká hospoda „The Charles Holden“
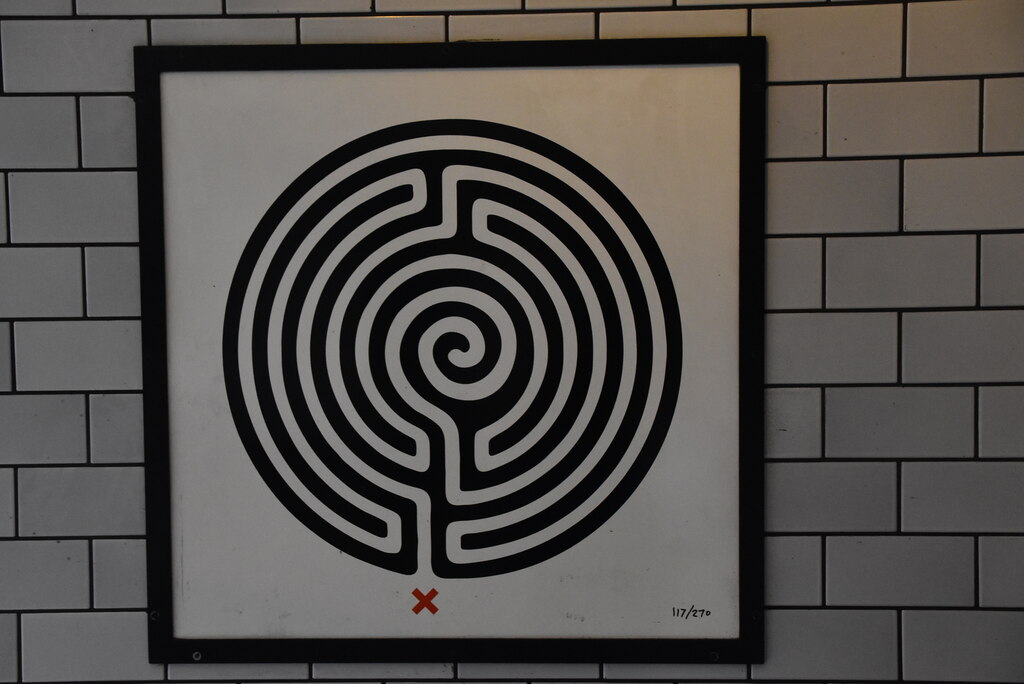
Instalace „Labyrinth“ s číslem 117